# زينوميزيثرا
زينوميزيثرا (بالإنجليزية:Xynomizithra أو Xynomizithra ) (اليونانية: :μυζήθρα) عبارة عن جبن مصل اللبن مع بعض الحليب المضاف؛ إنه نوع حامض من الميزيثرا، ومصنوع من حليب النعاج و / أو الماعز. تبلغ نسبة الحليب كامل الدسم حوالي 15٪. يتم إنتاجه بشكل أساسي في جزيرة كريت ولكن تنتجه مناطق أخرى في اليونان أيضًا.

جملة (Xynomyzithra Kritis (xynomizithra of Crete هي تسمية أوروبية محمية للمنشأ. 

## إنتاج
زينوميزيثرا مصنوع من نعجة متوترة «مشدودة أو مضغوطة» و / أو مصل اللبن الماعز الذي يتم تسخينه وتقليبه. ثم تضاف كمية صغيرة من الحليب كامل الدسم (تصل إلى 15٪ لزينوميزيثرا ( Xynomyzithra Kritis). تبقى الخثارة الناتجة لمدة 30 دقيقة ثم توضع في قوالب لتصريفها. ثم يتم عصرها وتنضجها لمدة لا تقل عن شهرين. 

## الوجبة
إنها تأتي بأحجام مختلفة وعادة ما يكون شكلها مخروطيًا أو كرويًا. الجبن طري ناصع البياض، كريمي، رطب، مع طعم حامض. 